# Автошлях Т 1923
Автошля́х Т 1923 — автомобільний шлях територіального значення у Сумській області. Пролягає територією Тростянецького та Великописарівського районів через Тростянець — Ницаху — Солдатське — Дружбу. Загальна довжина — 31,7 км.

## Маршрут
Автошлях проходить через такі населені пункти:
| Автошлях Т 1923          |           |
| Сумська область          |           |
| Тростянецький район      |           |
| Тростянець               | Н12Т 1913 |
| Люджа                    |           |
| Ницаха                   |           |
| Великописарівський район |           |
| Солдатське               |           |
| Крамчанка                |           |
| Тарасівка                |           |
| Дружба                   | Р45       |